# Soteriologie

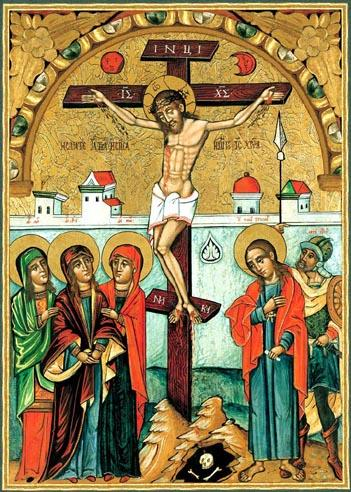
«De ce Dumnezeu s-a făcut om?», chestiunea soteriologică creștină.

Soteriologia (din greacă sotêria, „mântuire”/„salvare”, și logos, „cuvânt”, „discurs”) este un domeniu al teologiei, parte a dogmaticii. Soteriologia se ocupă cu studiul mântuirii (salvării) omului. În Micul dicționar enciclopedic soteriologia este definită ca fiind un capitol al dogmaticii creștine privitor la învățătura despre „mântuire” a lui Iisus Hristos.

## Istoric
Episcopul Atanasie cel Mare (295-373), în perioada în care extinderea arianismului a cerut un răspuns sistematic al adevărului de credință, a tratat subiectul Întrupării lui Dumnezeu, axându-se pe îndumnezeirea omului ca rezultat al întrupării lui Dumnezeu.
Ulterior s-a conturat învățătura conform căreia mântuirea omului nu este posibilă în afara Bisericii. Unul din reprezentanții acestei învățături a fost episcopul Ciprian de Cartagina.
În evul mediu latin unul din teoreticienii soteriologiei a fost Anselm de Canterbury. Soteriologia a mai fost dezvoltată de Toma de Aquino, apoi de Martin Luther.